# 蕃良豊持
蕃良 豊持（はら の とよもち、生没年不詳）は、平安時代初期から前期にかけての貴族。名は豊茂・豊村とも記される。氏姓は葛井宿禰のち蕃良朝臣、菅野朝臣。大膳亮・葛井根主の玄孫で、兵部少録・蕃良鮎川の孫とする系図がある。官位は従五位下・河内守。

## 経歴
承和元年（834年）一族の陰陽允・葛井石雄と兵部少録・葛井鮎川が葛井宿禰姓から蕃良朝臣姓に改姓しており、豊持も同じく改姓したと想定される。承和9年（842年）右大史の官職にあったが、渤海使・賀福延を慰労するために鴻臚館へ派遣されている。仁明朝末の嘉祥2年（849年）外従五位下・大炊頭に叙任された。
仁寿元年（851年）備前権介として地方官に転じると、斉衡2年（855年）備前権介に再任、斉衡4年（857年）大和権介に遷任するなど、文徳朝では専ら地方官を務めた。
貞観元年（859年）内位の従五位下に叙せられると、貞観5年（863年）若狭守、貞観6年（864年）河内守と、清和朝でも引き続き畿内や近国の地方官を歴任している。また貞観6年（864年）には右大史・葛井宗之や兵部少録・葛井居都成らとともに菅野朝臣姓に改姓した。

## 官歴
『六国史』による。
- 承和元年（834年） 11月7日：葛井宿禰姓から蕃良朝臣姓に改姓
- 時期不詳：正六位上
- 承和9年（842年） 3月28日：見右大史
- 嘉祥2年（849年） 正月7日：外従五位下。2月27日：大炊頭
- 仁寿元年（851年） 7月8日：備前権介
- 斉衡2年（855年） 正月15日：備前権介
- 斉衡4年（857年） 正月14日：大和権介
- 貞観元年（859年） 11月19日：従五位下（内位）
- 貞観5年（863年） 4月21日：若狭守
- 貞観6年（864年） 正月16日：河内守。8月17日：蕃良朝臣姓から菅野朝臣姓に改姓
- 貞観8年（866年） 閏3月22日：修理知識寺仏像別当